# Theridion glaucinum
Theridion glaucinum là một loài nhện trong họ Theridiidae.
Loài này thuộc chi Theridion. Theridion glaucinum được Eugène Simon miêu tả năm 1881.